# Mads Bærentzen
Mads Bærentzen (født 1974) er en dansk jazzpianist bosiddende i Århus.

## Biografi
Som 5-årig startede Mads Bærentzen med at spille violin efter Suzukimetoden hos Tove Detreköy. Som 13-årig skiftede han hovedinstrument til klaver. Først modtog han klassisk undervisning i 3 år, hvorefter han tog springet ind i den rytmiske verden.
I 1994 startede han på Det Jyske Musikkonservatoriums rytmiske linje, hvor han i 2001 debuterede som den første rytmiske musiker i Danmark fra solistklassen. Hans undervisere på konservatoriet i Århus omfattede blandt andre Ole Kock Hansen, Lars Jansson og Butch Lacy.

## Karriere
I 1997 startede han sin egen trio, Mads Bærentzen Trio, sideløbende med studierne på konservatoriet. Trioen, der udover kapelmesteren består af bassisten Morten Ramsbøl og trommeslageren Kristian Leth, har til dato indspillet 4 CD'er og givet en lang række koncerter i ind- og udland, både som trio men også med forskellige gæstesolister.
Bærentzen tilbragte et halvt år af 1999 i New York, hvor han spillede i byen og modtog undervisning af den amerikanske pianist Kenny Werner. Han har både før og efter opholdet i jazzens hovedstad ofte optrådt som sidemand i mange forskellige konstellationer og i både koncert- og studiemæssige sammenhænge.
I 2005 udgav han ligeledes en anmelderrost CD med en række Carl Nielsen-sange i moderne fortolkninger og arrangementer lavet af ham selv. På CDen medvirker desuden sangerinden Marie Carmen Koppel og bassisten Peter Vuust.
Sideløbende med karrieren i mindre grupper har han også spillet i flere big band-sammenhænge, først i Randers Big Band og siden 2001 i Klüvers Big Band, et fuldprofessionelt ensemble, der har eksisteret siden 1977 under ledelse af dirigent Jens Klüver.
Bærentzens foreløbige musikalske karriere har blandt andet bragt ham til USA og Canada, samt store dele af Europa foruden et omfattende koncertvirksomhed i Danmark. Han har blandt andet spillet med musikere som Kurt Elling, John Abercrombie, Chris Minh Doky, Marie Bergman, Lars Jansson, Jens Winther og Alex Riel.